# Matija Bravničar
Matija Bravničar (Tolmino, 24 febbraio 1897 – Lubiana, 25 novembre 1977) è stato un compositore sloveno.
Fu uno dei primi compositori sinfonici sloveni della Storia, autore di 4 sinfonie, 2 opere liriche, molti poemi sinfonici e vari pezzi di musica da camera.
Fu inoltre presidente dell’Unione dei compositori iugoslavi e membro dell’Accademia slovena delle Scienze e delle Arti.